# Command & Conquer: Tiberium Alliances
Command & Conquer: Tiberium Alliances – niemiecka strategiczna gra czasu rzeczywistego wyprodukowana przez EA Phenomic oraz uruchomiona 24 maja 2012 roku.
W niecałe dwa miesiące od premiery gry, zarejestrowanych zostało w niej ponad milion kont. Z tej okazji zaoferowano wszystkim graczom specjalny, bogatszy zestaw startowy. Liczba paczek została ograniczona do miliona.

## Fabuła
Command & Conquer: Tiberium Alliances jako gra z serii Tiberium została osadzona w przyszłości. Dwie frakcje – GDI (Global Defensive Initiative) i Nod (Brotherhood of Nod) walczą o minerał zwany tyberium. Trzecią stroną konfliktu, kierowaną przez komputerową sztuczną inteligencję, są mutanci, nazywani Zapomnianymi (ang. The Forgotten).

## Rozgrywka
Gra działa w systemie free-to-play, jednak niektóre przedmioty i ułatwienia dostępne są poprzez zaimplementowany w grze system mikropłatności.
Gracz może zbudować własną bazę, wydobywać surowce, opracowywać technologie, tworzyć armie i toczyć potyczki z przeciwnikami. Większość jednostek gry pochodzi z poprzednich odsłon serii Command & Conquer 3: Wojny o tyberium i Command & Conquer 4: Tyberyjski zmierzch. Gracz może walczyć oraz zawierać sojusze z innymi graczami.
Gra zawiera wiele funkcji społecznościowych, między innymi pozwala tworzyć listy znajomych, oraz wymieniać korespondencję.
Silnik graficzny Command & Conquer: Tiberium Alliances wykorzystuje możliwości HTML5. Gra do działania wymaga przeglądarki Internet Explorer lub Mozilla Firefox przynajmniej w wersji 9.

## Kontrowersje
Na grafikach wykorzystanych do promocji gry znalazł się czołg bardzo zbliżony wyglądem do tego z Warhammer 40,000. Electronic Arts stwierdziło, że doszło do pomyłki, w wyniku której opublikowano niewłaściwe obrazy, a jednostka była wewnętrznym rysunkiem koncepcyjnym EA. Ogłoszono również, że Electronic Arts utrzymuje dobre stosunki i współpracuje nad wieloma tytułami z Games Workshop, właścicielem praw autorskich do Warhammer 40,000.